# 2005-ös Daytona 500
A 2005-ös Daytona 500 volt a verseny 47. kiírása 1959 óta, és a 2005-ös Nextel Cup Series első versenye. A versenyre február huszadikán került sor a 2,5 mérföld (4 kilométer) hosszú Daytona International Speedwayen.
A futamot pályafutása során már harmadszor Jeff Gordon nyerte. Mögötte Kurt Busch és Dale Earnhardt, Jr. végzett. A legjobb újonc a tizenkettedik helyen záró Carl Edwards lett.

## Összefoglaló
A pole-pozícióból induló Dale Jarrett rögtön az első körben elvesztette az első helyet, és Jimmie Johnson, majd Tony Stewart állt az élre. A sárga zászlót először a tizenötödik körben lengették Bobby Labonte elfüstölő motorja miatt, ekkor a csak két kereket cserélő Scott Wimmer vezetett. Legközelebb a huszonnyolcadik körben jött be a pace car, ugyanis Ricky Rudd megpördülése során öt autót is magával sodort a balesetben. Nem sokkal később az egyik favoritnak tartott Matt Kenseth autójának kipufogójából füst szállt ki, ezért Kensethnek zöld zászló alatt kellett boxba hajtania.
Az első tervezett kiállások a hatvanegyedik körben kezdődtek, aminek a végén Jeff Gordon állt az élre. Ez egy gyengébb periódus volt Dale Earnhardt, Jr. számára, aki ekkor nagyon visszaesett. A harmadik és negyedik sárgazászlós periódusra (86. és 105. kör) egyaránt a pályára kerülő törmelék miatt volt szükség. A 137. és 164. kör között csak a zöld zászlós boxkiállások és a sárga zászlós időszakok hoztak egy kis izgalmat az egyébként viszonylag lapos periódusba.
Harminckét körrel a vége előtt, John Andretti és Jason Leffler baleseténél már nyolcadszor lengett a sárga zászló, és ahogy a verseny nagy részében, ekkor is Stewart állt az élen. Stewart egyébként Bobby Allison (1981, 1982) után az első olyan versenyző lett, aki két egymást követő Daytona 500-on is a legtöbb kört töltötte az élen.
A 184. körben jött el a „Big One”, vagyis a legnagyobb baleset. Eredetileg Greg Biffle szaladt bele Scott Riggs autójába, az eset pedig további tizenegy versenyzőt összegyűjtött. Három körrel később, az újraindításkor Andretti Mike Skinnert lökte meg, a láncreakció során pedig nyolc vetélytársuk keveredett bele ebbe a balesetbe.
A versenyből mindössze három kör volt már csak hátra, amikor Gordon hosszú idő után ismét vissza tudta venni a vezetést Earnhardttól és Stewarttól. Ezután rögtön belengették a sárga zászlót egy újabb baleset miatt. Mivel a versenytávot sárga zászló alatt teljesítették, ezért a teljes megtett körmennyiség 203 kör lett az eredetileg tervezett 200 helyett. Bár az utolsó két kör alatt sprint során nagy volt a mozgolódás Gordon mögött, sikerült megtartania az első helyet Kurt Busch és Earnhardt előtt. Az 1960-as verseny mögött ez a Daytona 500-ak történetének második leglassabban teljesített futama.

## Végeredmény
| Poz.                      | Rajtrács | #  | Versenyző                | Csapat                       | Konstruktőr | Körök | Körök az élen | Megjegyzés           |
| ------------------------- | -------- | -- | ------------------------ | ---------------------------- | ----------- | ----- | ------------- | -------------------- |
| 1                         | 15       | 24 | Jeff Gordon (Gy)         | Hendrick Motorsports         | Chevrolet   | 203   | 29            |                      |
| 2                         | 13       | 97 | Kurt Busch               | Roush Racing                 | Ford        | 203   | 0             |                      |
| 3                         | 5        | 8  | Dale Earnhardt, Jr. (Gy) | Dale Earnhardt, Inc.         | Chevrolet   | 203   | 2             |                      |
| 4                         | 12       | 10 | Scott Riggs              | Valvoline                    | Chevrolet   | 203   | 0             |                      |
| 5                         | 2        | 48 | Jimmie Johnson           | Hendrick Motorsports         | Chevrolet   | 203   | 3             |                      |
| 6                         | 32       | 6  | Mark Martin              | Roush Fenway                 | Ford        | 203   | 0             |                      |
| 7                         | 4        | 20 | Tony Stewart             | Joe Gibbs Racing             | Chevrolet   | 203   | 107           |                      |
| 8                         | 18       | 40 | Sterling Marlin (Gy)     | Chip Ganassi Racing          | Dodge       | 203   | 0             |                      |
| 9                         | 8        | 37 | Kevin Lepage             | R&J Racing                   | Dodge       | 203   | 0             |                      |
| 10                        | 36       | 2  | Rusty Wallace            | Team Penske                  | Dodge       | 203   | 0             |                      |
| 11                        | 39       | 38 | Elliott Sadler           | Robert Yates Racing          | Ford        | 203   | 0             |                      |
| 12                        | 27       | 99 | Carl Edwards (Ú)         | Roush Racing                 | Ford        | 203   | 0             |                      |
| 13                        | 34       | 01 | Joe Nemechek             | MBV Motorsports              | Chevrolet   | 203   | 2             |                      |
| 14                        | 38       | 07 | Dave Blaney              | Richard Childress Racing     | Chevrolet   | 203   | 0             |                      |
| 15                        | 1        | 88 | Dale Jarrett (Gy)        | Robert Yates Racing          | Ford        | 203   | 0             |                      |
| 16                        | 26       | 43 | Jeff Green               | Petty Enterprises            | Dodge       | 203   | 0             |                      |
| 17                        | 33       | 45 | Kyle Petty               | Petty Enterprises            | Dodge       | 203   | 1             |                      |
| 18                        | 35       | 0  | Mike Bliss               | Haas CNC Racing              | Chevrolet   | 203   | 0             |                      |
| 19                        | 25       | 77 | Travis Kvapil (Ú)        | Penske-Jasper Racing         | Dodge       | 203   | 0             |                      |
| 20                        | 9        | 12 | Ryan Newman              | Team Penske                  | Dodge       | 203   | 1             |                      |
| 21                        | 28       | 25 | Brian Vickers            | Hendrick Motorsports         | Chevrolet   | 203   | 0             |                      |
| 22                        | 37       | 9  | Kasey Kahne              | Evernham Motorsports         | Dodge       | 203   | 0             |                      |
| 23                        | 24       | 19 | Jeremy Mayfield          | Evernham Motorsports         | Dodge       | 203   | 1             |                      |
| 24                        | 11       | 21 | Ricky Rudd               | Wood Brothers Racing         | Ford        | 202   | 0             | +1 kör               |
| 25                        | 23       | 16 | Greg Biffle              | Roush Racing                 | Ford        | 201   | 0             | +2 kör               |
| 26                        | 29       | 41 | Casey Mears              | Chip Ganassi Racing          | Dodge       | 199   | 0             | +4 kör               |
| 27                        | 41       | 36 | Boris Said (R)           | MB/Sutton Racing             | Chevrolet   | 198   | 0             | +5 kör               |
| 28                        | 30       | 29 | Kevin Harvick            | Richard Childress Racing     | Chevrolet   | 198   | 1             | +5 kör               |
| 29                        | 6        | 31 | Jeff Burton              | Richard Childress Racing     | Chevrolet   | 194   | 6             | +9 kör               |
| 30                        | 7        | 23 | Mike Skinner             | Bill Davis Racing            | Dodge       | 187   | 0             | Baleset, célegyenes  |
| 31                        | 42       | 14 | John Andretti            | ppc Racing                   | Ford        | 187   | 0             | Baleset, célegyenes  |
| 32                        | 17       | 42 | Jamie McMurray           | Chip Ganassi Racing          | Dodge       | 184   | 0             | Baleset, 4-es kanyar |
| 33                        | 16       | 22 | Scott Wimmer             | Bill Davis Racing            | Dodge       | 182   | 8             | Baleset, 4-es kanyar |
| 34                        | 10       | 1  | Martin Truex, Jr. (Ú)    | Dale Earnhardt, Inc.         | Chevrolet   | 178   | 0             | Motorhiba            |
| 35                        | 22       | 32 | Bobby Hamilton, Jr. (Ú)  | PPI Motorsports              | Chevrolet   | 173   | 0             | +30 kör              |
| 36                        | 40       | 11 | Jason Leffler            | Joe Gibbs Racing             | Chevrolet   | 168   | 0             | Baleset, 4-es kanyar |
| 37                        | 3        | 15 | Michael Waltrip (Gy)     | Dale Earnhardt, Inc.         | Chevrolet   | 161   | 42            | Motorhiba            |
| 38                        | 19       | 5  | Kyle Busch (R)           | Hendrick Motorsports         | Chevrolet   | 148   | 0             | +55 kör              |
| 39                        | 31       | 49 | Ken Schrader             | BAM Racing                   | Dodge       | 120   | 0             | Motorhiba            |
| 40                        | 21       | 00 | Kenny Wallace            | Michael Waltrip Racing       | Chevrolet   | 39    | 0             | Motorhiba            |
| 41                        | 43       | 4  | Mike Wallace             | Morgan-McClure Motorsports   | Chevrolet   | 35    | 0             | Autó túlmelegedés    |
| 42                        | 14       | 17 | Matt Kenseth             | Roush Racing                 | Ford        | 34    | 0             | Motorhiba            |
| 43                        | 20       | 18 | Bobby Labonte            | Joe Gibbs Racing             | Chevrolet   | 14    | 0             | Motorhiba            |
| Nem kvalifikálták magukat |          |    |                          |                              |             |       |               |                      |
|                           |          | 7  | Robby Gordon             | Robby Gordon Motorsports     | Chevrolet   |       |               |                      |
|                           |          | 09 | Johnny Sauter            | Phoenix Racing               | Dodge       |       |               |                      |
|                           |          | 92 | Stanton Barrett (Ú)      | Front Row Motorsports        | Chevrolet   |       |               |                      |
|                           |          | 55 | Derrike Cope (Gy)        | Hollenbeck Racing            | Chevrolet   |       |               |                      |
|                           |          | 89 | Morgan Shepherd          | Victory in Jesus Racing      | Dodge       |       |               |                      |
|                           |          | 13 | Greg Sacks               | Sacks Motorsports            | Dodge       |       |               |                      |
|                           |          | 33 | Kerry Earnhardt (Ú)      | Richard Childress Racing     | Chevrolet   |       |               |                      |
|                           |          | 73 | Eric McClure (Ú)         | Raabe Racing Enterprises     | Dodge       |       |               |                      |
|                           |          | 52 | Larry Gunselman (Ú)      | Ware Racing Enterprises      | Ford        |       |               |                      |
|                           |          | 66 | Hermie Sadler (Ú)        | Peak Fitness Racing          | Ford        |       |               |                      |
|                           |          | 34 | Randy LaJoie             | Mach 1 Racing                | Chevrolet   |       |               |                      |
|                           |          | 93 | Geoffrey Bodine (Gy)     | GIC-Mixon Motorsports        | Chevrolet   |       |               |                      |
|                           |          | 80 | Andy Belmont (Ú)         | Hover Motorsports            | Ford        |       |               |                      |
|                           |          | 27 | Kirk Shelmerdine (Ú)     | Kirk Shelmerdine Motorsports | Ford        |       |               |                      |